# Weidenpescher Park

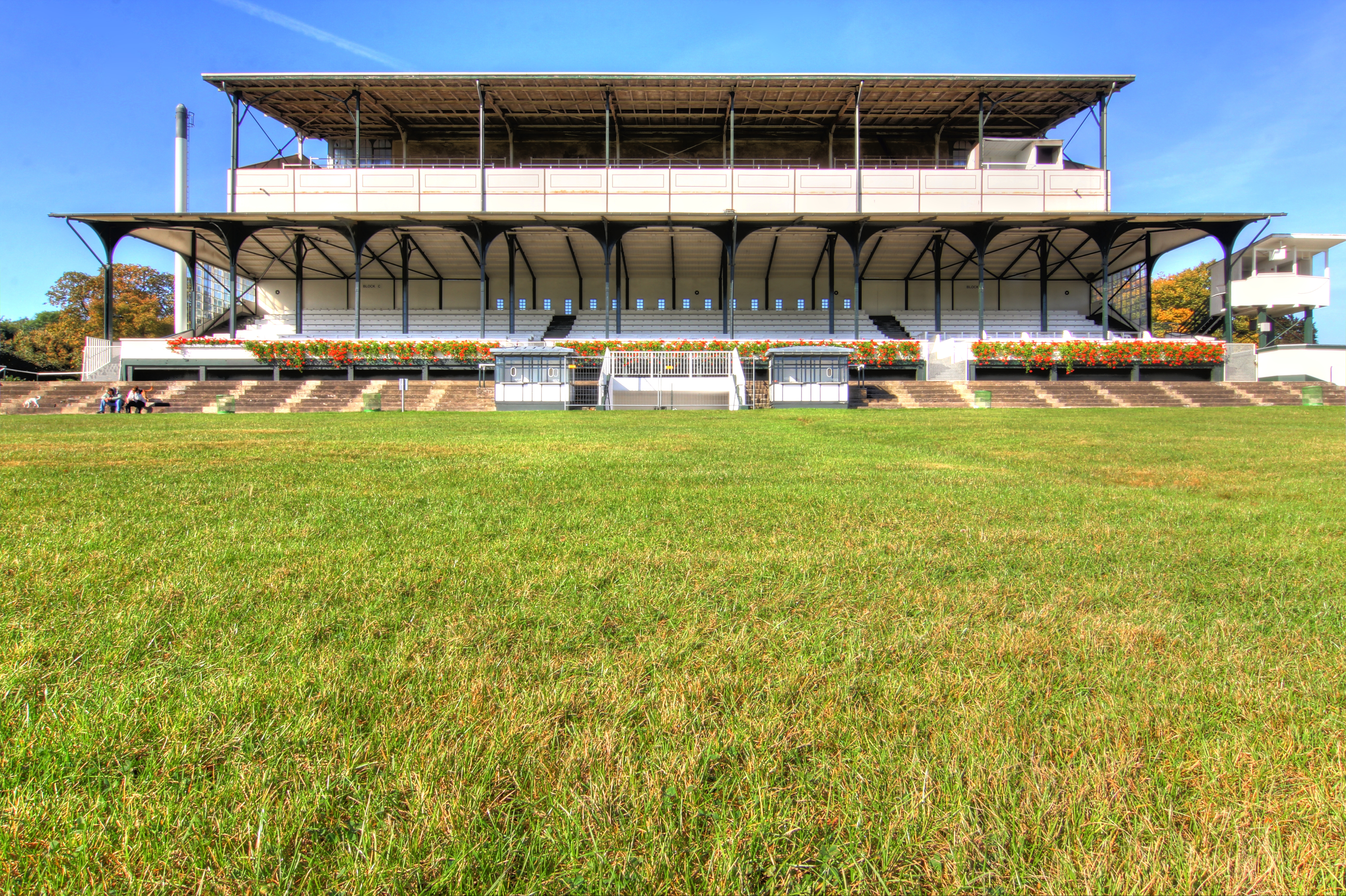
Die denkmalgeschützte Tribüne der Pferderennbahn (September 2012)

Der Weidenpescher Park ist eine 55 Hektar umfassende Grünanlage in Köln-Weidenpesch, in der mehrere Sportanlagen liegen. In den Jahren vor dem Ersten Weltkrieg entstand hier ein Sportzentrum, das erst mit dem Bau des Sportparks in Müngersdorf ab 1923 in die zweite Reihe zurücktreten musste. Im Weidenpescher Park lag auch Kölns erster Golfplatz.
Neben der Galopprennbahn befinden sich Tennisplätze, die der 1920 gegründete Tennisklub KTC Weidenpescher Park nutzt. Neben den sechs Außenplätzen besteht auch eine im Dezember 1990 eingeweihte Tennishalle mit drei Plätzen.

## Galopprennbahn Köln-Weidenpesch

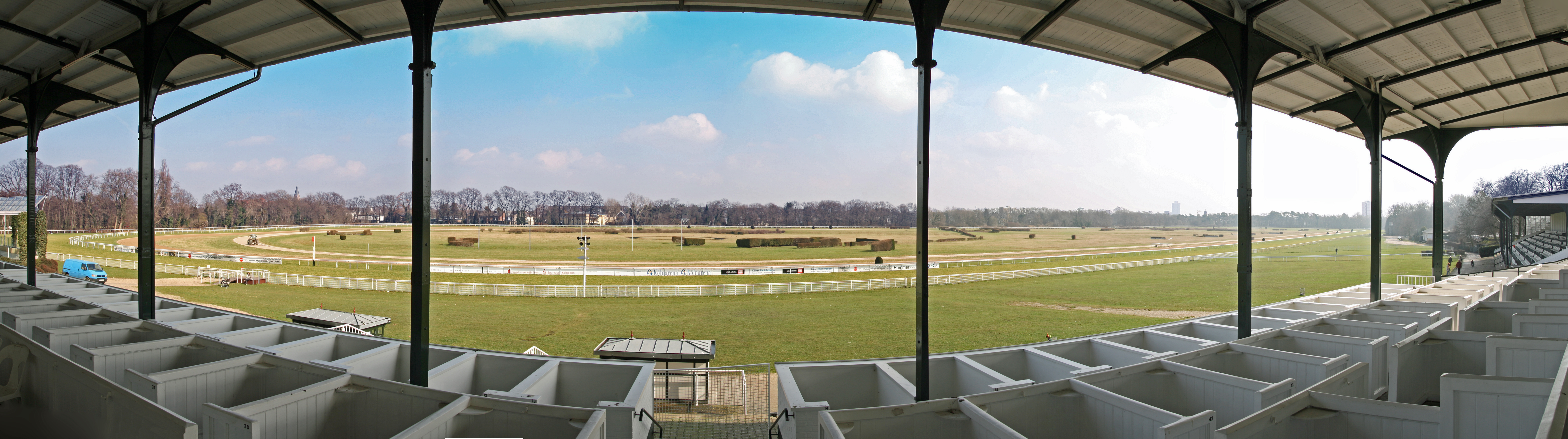
Galopprennbahn Weidenpesch, von der 1897 erbauten Haupttribüne aus gesehen

Der Kölner Oberbürgermeister Wilhelm von Becker schlug 1896 vor, in Köln Galopprennsport zu veranstalten. Es sollte eine moderne Rennbahn gebaut werden, deren Veranstaltungen der rheinischen Metropole einen noch regeren Fremdenverkehr bringen würde. Am 29. April 1897 wurde zunächst der Kölner Renn-Verein 1897 e. V. gegründet. Kurz danach erfolgte der Spatenstich zur Pferderennbahn, auf der am 3. September 1898 der Rennbetrieb aufgenommen werden konnte. Seither finden hier Galopprennen statt. Die zweigeschossige, seit 1983 unter Denkmalschutz stehende Zuschauertribüne wurde vom Architekten und Rennbahnexperten Otto March errichtet. Die Galopprennbahn ist wegen ihres Baujahres die erste Sportstätte in Köln. 
Die Kölner Galopprennbahn ist weltweit im Pferdesport berühmt, denn hier werden einige wichtige Rennen ausgetragen. Dazu gehören Deutschlands größtes internationales Rennen, der Preis von Europa und Deutschlands ältestes Rennen, das seit 1834 bestehende Oppenheim-Union-Rennen (seit 1947 in Köln). Der Gerling-Preis wurde 1921 als „Preis von Birlinghoven“ gegründet. Ab 1934 wurde er von Robert Gerling finanziert und nach ihm benannt. Ein weiteres wichtiges Rennen ist das Mehl-Mülhens-Rennen. Der ehemalige Rheinland-Pokal wird seit 2012 in München als Großer Preis von Bayern ausgetragen. 
Im September 1969 wurde einmalig sogar ein Kamelrennen auf der Galopprennbahn durchgeführt, zu dem sich immerhin 18.000 Besucher einfanden. Die dafür eigens eingeflogenen Kamele aus dem Besitz des Königs Hassan II. von Marokko bestritten ein als Camel-Cup deklariertes Rennen als Werbung für die gleichnamige Zigarettenmarke der R. J. Reynolds Tobacco Company, die seinerzeit von der Kölner Zigarettenfabrik Neuerburg angeboten wurde.
Der Kölner Rennverein veranstaltet ganzjährig Pferderennen. Auf der Tribüne und im Freien finden bei Pferderennen 20.000 Zuschauer Platz, pro Saison kommen rund 140.000 Besucher zu den Rennen. 
Auf dem Galopprennbahn Weidenpesch werden alljährlich folgende Gruppenrennen ausgetragen: 
- Gruppe I:
  - Preis von Europa

- Gruppe II:
  - Gerling-Preis
  - Große Europa-Meile
  - Mehl-Mülhens-Rennen
  - Oppenheim-Union-Rennen
- Gruppe III:
  - Schwarzgold-Rennen
  - Silberne Peitsche
  - Preis des Winterfavoriten

## Jockeyschule
Auf dem Gelände besteht seit März 2003 die einzige Jockeyschule Deutschlands, die German Jockey School. Vorausgegangen waren Planungen des Zentralverbands des deutschen Galopprennsports und des Direktoriums für Vollblutzucht und Rennen hinsichtlich der Möglichkeiten zur Förderung der Nachwuchsjockeys in Deutschland. An der Schule wird der Beruf Pferdewirt, Schwerpunkt Rennreiten unterrichtet.

## Stadion Weidenpescher Park

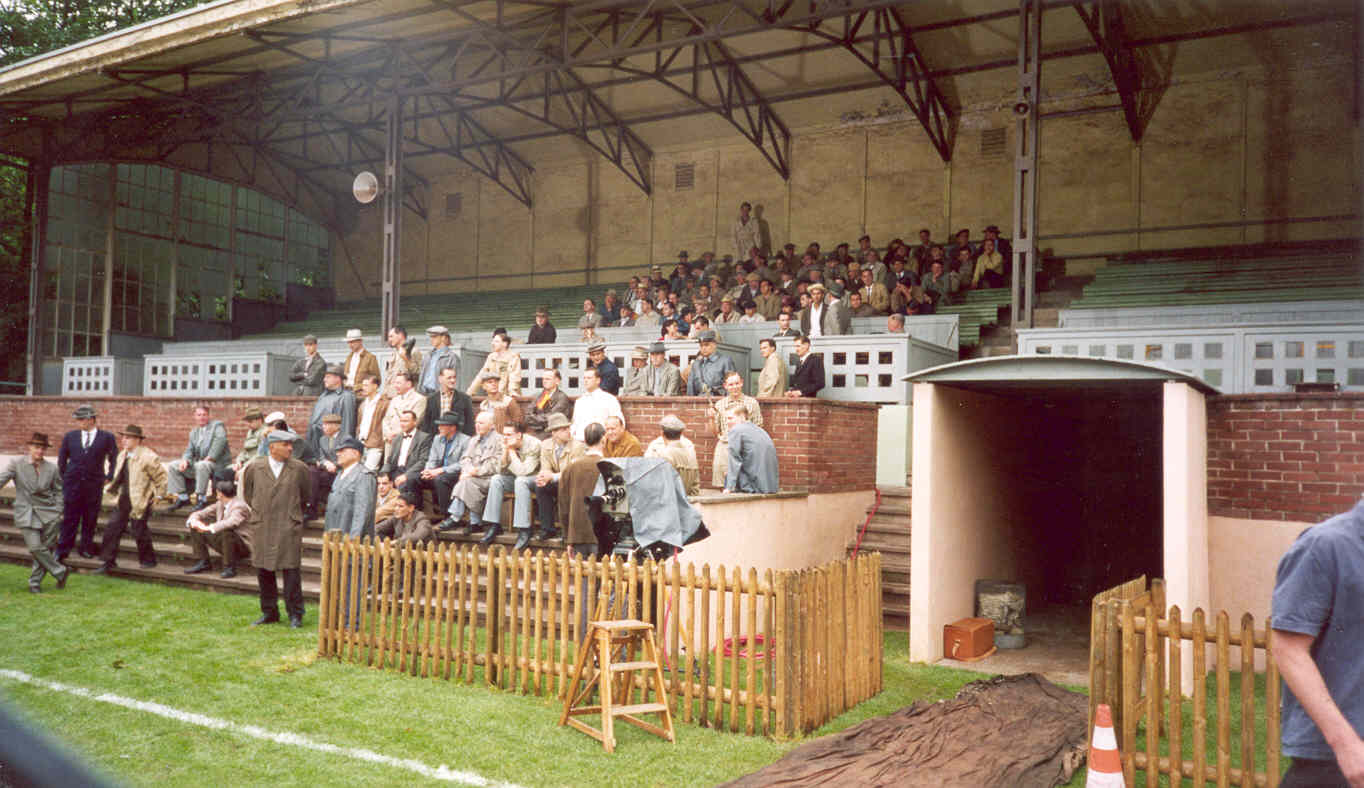
Dreharbeiten auf der Tribüne im Weidenpescher Park 2003

Im Weidenpescher Park befand sich neben der Galopprennbahn eines der größten deutschen Fußballstadien seiner Zeit mit einem Fassungsvermögen von 16.000 Zuschauern, von 1903 bis 2002 die sportliche Heimat des VfL Köln 1899, dem ältesten Fußballverein der Stadt. 1905 und 1910 fanden hier die Endspiele um die deutsche Fußballmeisterschaft statt. Die 1920 errichtete alte Zuschauertribüne ist eine der ältesten erhaltenen Fußballtribünen in Deutschland. Die in einer Holz-Stahl-Konstruktion errichtete Tribüne steht seit dem 3. März 1989 unter Denkmalschutz. Seit 2002 werden auf dem einstigen Fußballplatz regelmäßig Flohmärkte abgehalten. Die Tribüne wurde zwischen dem 10. Juni 2002 und 10. August 2002 als Drehort für Szenen zum Kinofilm Das Wunder von Bern von Sönke Wortmann genutzt.
Seitdem das alte Stadion nicht mehr als solches genutzt wird, haben sich die Schäden insbesondere am maroden Dach der historisch bedeutsamen Tribüne deutlich verschlimmert. Obgleich seit um 2020/21 städtische Mittel für die Sanierung bereitstehen, streiten der nach dem Denkmalschutzgesetz als Pächter zu Erhalt und Pflege verpflichtete Renn-Verein und die Stadt um die Zuständigkeit sowie ein Sanierungskonzept, das eindeutig auch die Stadiontribüne mit einbezieht.
Koordinaten: 50° 58′ 34,6″ N, 6° 57′ 16,9″ O